# HMS Condor (1876)
HMS Condor (Корабль Её Величества «Кондор») — британская 3-пушечная композитная канонерская лодка одноимённого типа. Построена по проекту Натаниэля Барнаби. Спущена на воду в 1876 году. 
В ходе Англо-египетской войны участвовала в бомбардировке Александрии. Огонь египетских батарей был настолько интенсивным, что командир канонерской лодки «Кондор» лорд Чарльз Бересфорд решился на чрезвычайно опасный манёвр. На своей канлодке он подошёл совсем близко к фортам и на довольно продолжительное время отвлёк на себя огонь многих орудий. Умелое маневрирование «Кондора» позволило избежать значительных повреждений. Сама же канлодка нанесла большой урон форту Мекс.
В августе 1889 года лодка была продана в частные руки.

## Строительство
Канонерская лодка построена по проекту, разработанному Главным строителем флота Натаниэлем Барнаби. Корпус корабля был набран по композитной схеме: набор — металлический, обшивка — деревянная. Корабль оснастили двухцилиндровой паровой машиной типа «компаунд», работавшей на один гребной винт. Закладка киля была произведена 15 декабря 1875 года на королевской верфи в Девонпорте. 18 декабря 1876 года канонерскую лодку спустили на воду.

## Служба
17 июля 1877 года канонерская лодка вошла в состав флота. В 1879 году корабль пополнил Средиземноморский флот, в составе которого числился по меньшей мере до 1886 года.